# Deparia nakaikeana
Deparia nakaikeana är en majbräkenväxtart som beskrevs av Fraser-jenk. Deparia nakaikeana ingår i släktet Deparia och familjen Athyriaceae. Inga underarter finns listade.